# Roquetas de Mar

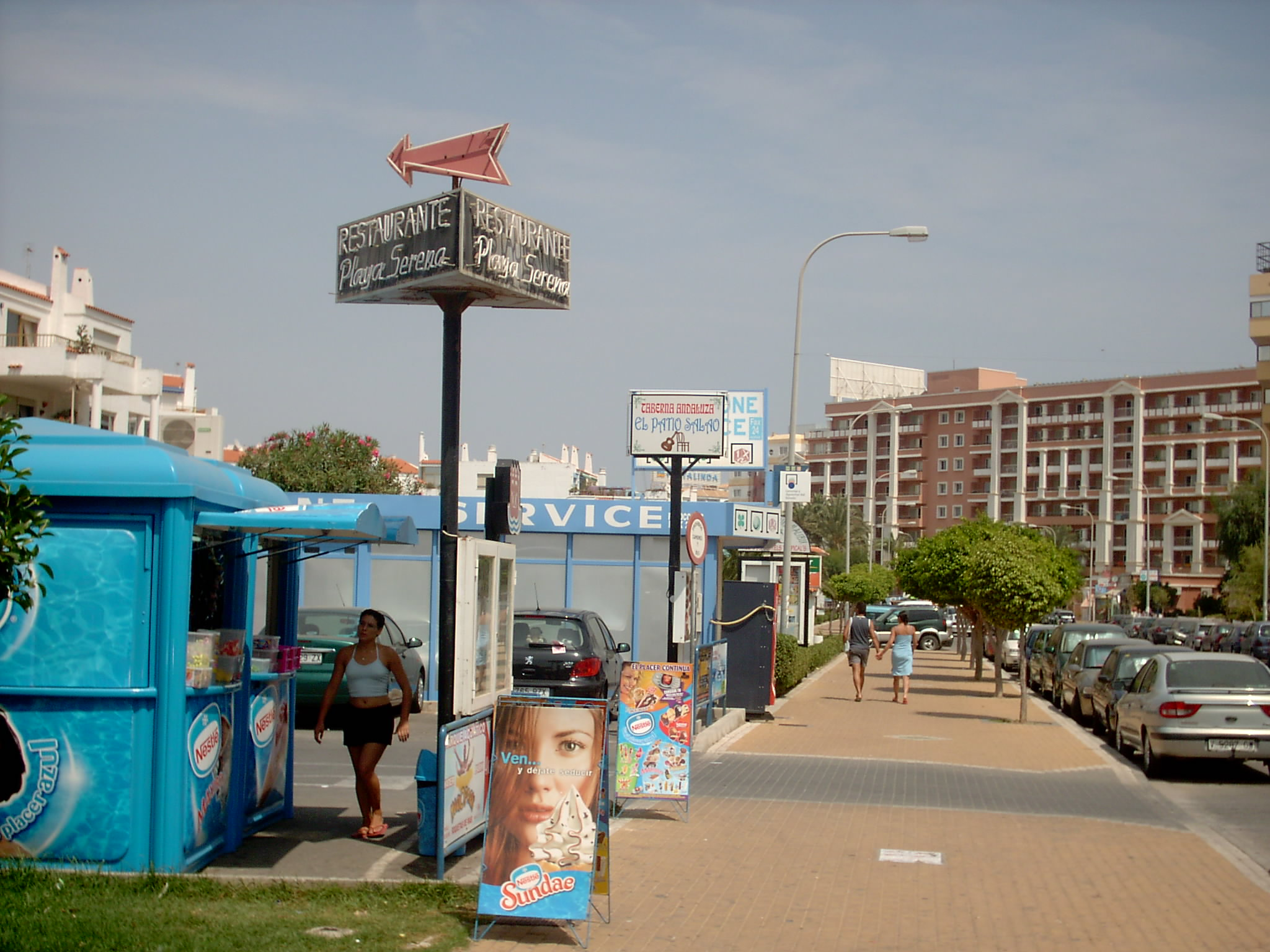
Một đường phố ở Roquetas de Mar

Roquetas de Mar là một đô thị ở tỉnh Almería, ở cộng đồng tự trị Andalucía, Tây Ban Nha. Khu vực đô thị hóa (có nhiều khách sạn, nhà hàng, cửa tiệm) có khu nghỉ mát mùa Hè của Tây Ban Nha.
Roquetas de Mar là một trong hai khu vực nghỉ mát chính ở Costa de Almería, khu vực kia là Mojácar, và với những bãi tắm rộng với lượng khách khá thưa nên bãi biển không chịu cảnh đông đúc.

## Nhân khẩu
| 1999   | 2000   | 2001   | 2002   | 2003   | 2004   | 2005   |
| ------ | ------ | ------ | ------ | ------ | ------ | ------ |
| 42,333 | 44,370 | 47,570 | 50,954 | 53,815 | 58,519 | 65,886 |

Nguồn: INE (Spain)